# ارتفاق
الاِرْتِفَاق (بالإنجليزية: Symphysis)‏ هو التصاق مفصلي ليفي-غضروفي (بالإنجليزية: fibrocartilaginous)‏ بين عظمين. وهو أحد أنواع المفاصل الغضروفية و بالتحديد: المفاصل الغضروفية الثانوية (بالإنجليزية: Secondary cartilaginous joints)‏. والارتفاق هو:
1. مفصل متقابل (بالإنجليزية: amphiarthrosis)‏ قابل للحركة قليلاً.
2. وهو أجزاء وبِنَىً «تنمو معاً».

وبعكس الالتحام الغضروفي (بالإنجليزية: synchondroses)‏ ، فإن الارتفاق يكون مستمراً دائماً ولا يكون مؤقتاً.

## أمثلة
الارتفاقات الأكثر أهمية هي:
- الارتفاق العاني[5] (بالإنجليزية: Pubic symphysis)‏.
- الارتفاقات بين عظام الجمجمة. هناك سوء فهم عام بخصوص الفك السفلي بأن الارتفاق الذقني (بالإنجليزية: symphysis menti)‏ هو مفصل ارتفاقي (بالإنجليزية: symphyseal joint)‏. هذه تسمية خاطئة لأن نصفي الفك السفلي المتشكلان من الأديم المتوسط (بالإنجليزية: mesoderm)‏ لقوس الفك السفلي، يلتحمان في وقت مبكر من العمر و يتعظّمان معاً ليشكُلا عظماً واحدا.
- الارتفاق العجزي العصعصي (بالإنجليزية: Sacrococcygeal symphysis)‏.
- القرص بين الفقرات (بالإنجليزية: Intervertebral disc)‏ الذي يقع بين كل فقرتين.
- في عظم القص (بالإنجليزية: Sternum)‏ بين قبضة القص (بالإنجليزية: Manubrium)‏ و جسم القص.

## معرض الصور

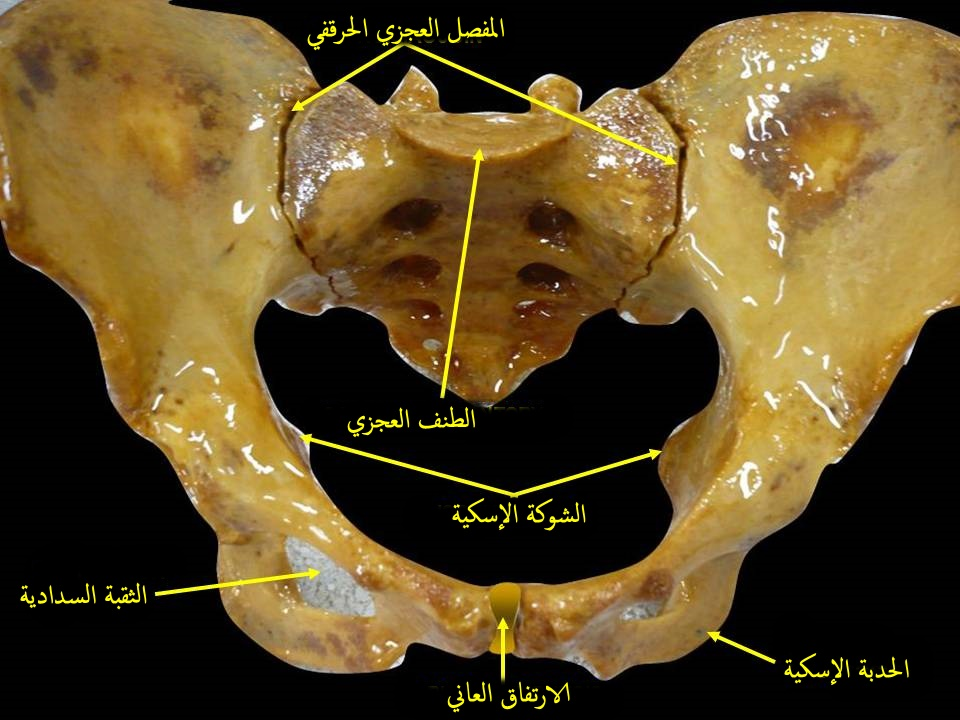
الارتفاق العاني (بالإنجليزية: Pubic symphysis)‏ ، هو مفصل غضروفي يصل بين الشعبتين العلويتين لعظمي العانة الأيمن والأيسر. يتوضع ارتفاق العانة إلى الأمام من المثانة البولية وإلى الأعلى من الأعضاء التناسلية الظاهرة.
الخط الأحمر المتقطع عند الذقن يُبين موضع الإرتفاق الذقنى (بالإنجليزية: mandibular symphysis)‏.
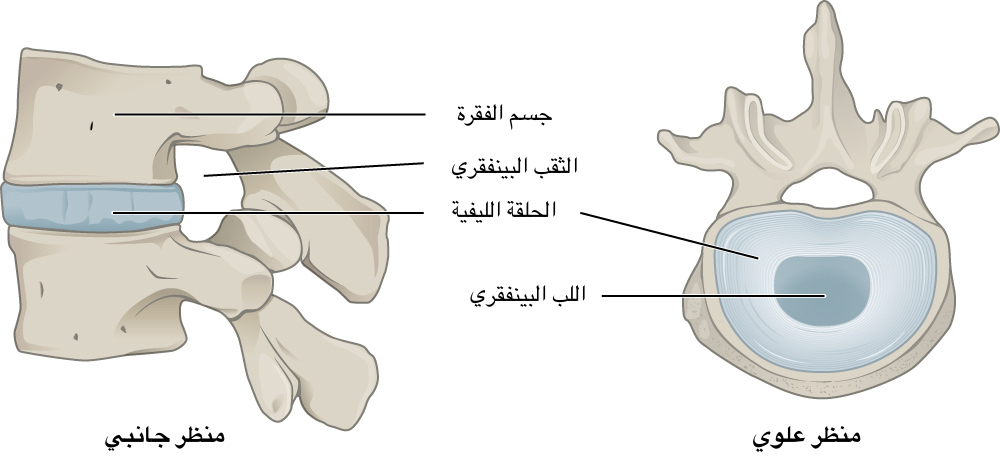
القُرْصُ البَيْنَفِقْرِيُّ: كل قرص يشّكل مفصل غضروفي ليفي (ارتفاق).
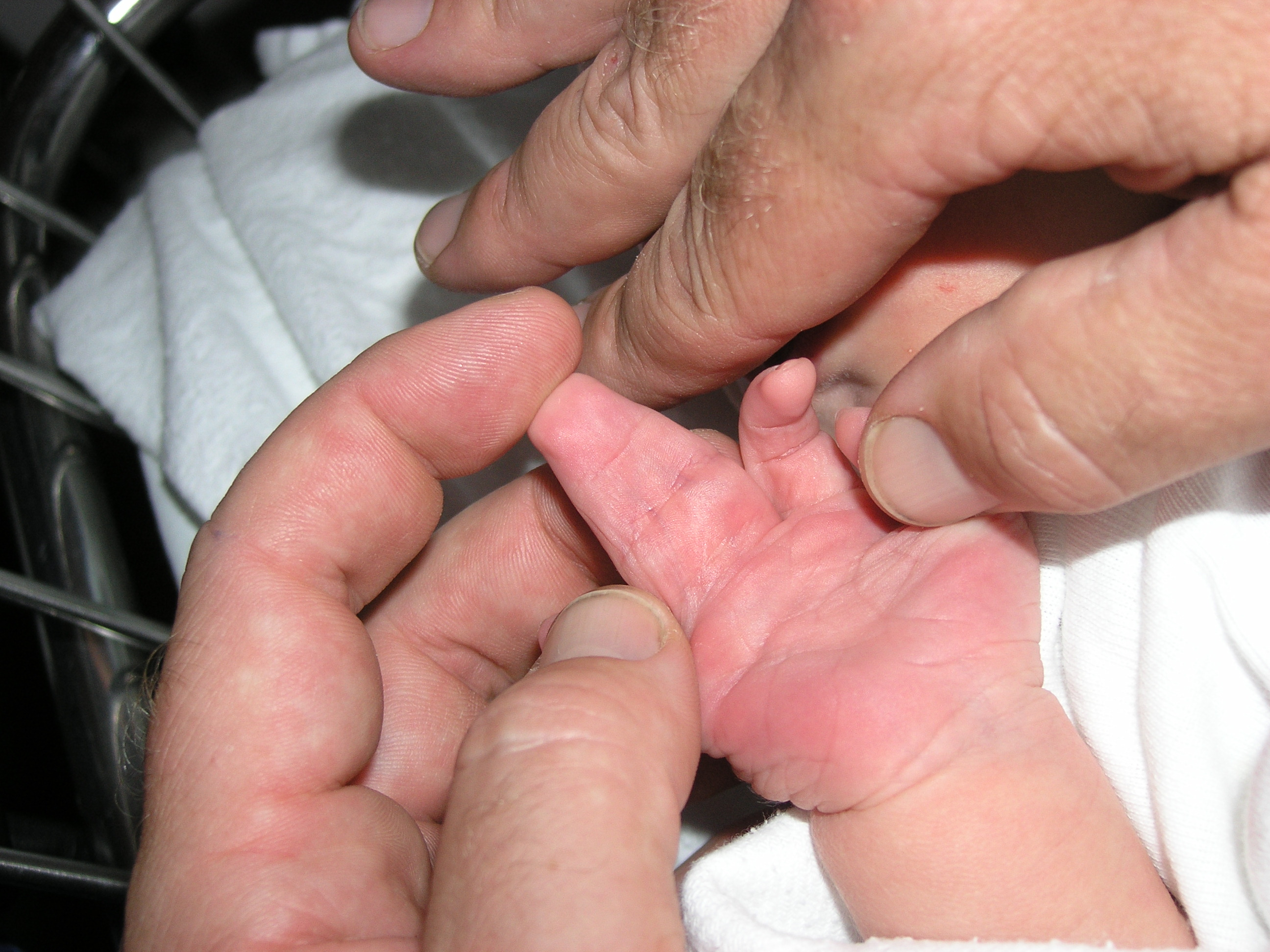
التصاق أو ارتفاق الأصابع (بالإنجليزية: Syndactyly)‏. في الصورة ارتفاق كامل مركب للإصبعين الوسطى والبنصر في طفل حديث الولادة.

## وصلات خارجية
- commons.bcit.ca